# قسم بالا لاريجان الريفي (مقاطعة آمل)
قسم بالا لاریجان الريفي (بالفارسية: دهستان بالا لاریجان) هي قسم تقع في إيران في مازندران. يقدر عدد سكانها بـ 4,043 نسمة .